# Martin Combes
|  | Per a altres significats, vegeu «Combes». |

Martin Combes (França, 15 d'abril de 1995) és un actor francès.

## Biografia
Aparegut per primera vegada a la pantalla l'any 2003 al curt metratge Le Marionnettiste, a continuació ha actuat als films Papà, de Maurice Barthélemy, i Les Enfants, de Christian Vincent, tots dos estrenats l'any 2005.

## Filmografia

### Cinema
- 2005: Papa de Maurice Barthélemy: Louis
- 2005: Les Enfants de Christian Vincent: Paul
- 2006: Paris je t'aime, film d'esquetxos, segment Place des Victoires de Nobuhiro Suwa: Justin, el nen desaperegut
- 2009: Avant Poste d'Emmanuel Parraud

### Curts
- 2003: Le Marionnettiste de Cyrille Drevon: Colin
- 2006: Lapin aux cèpes de Jean-Philippe Martin: Jean
- 2007: Noël 347 d'Alice De Vestele et Michaël Bier: el fill perdut
- 2008: Bonne nuit de Valéry Rosier: Matthieu
- 2013: Swing absolu de François Choquet: Trancrède
- 2013: Héros de William S. Touitou: Danny
- 2014: Après la nuit de Philippe de Monts: Valentin
- 2014: Square de Christophe Loizillon
- 2014: Mon petit frère de Clément Poirier: Benjamin
- 2014: Free Party de Frédéric Gélard: Julien
- 2016: Fish and Chicks de Julie Grumbach i Elise McLeod: Erwan

### Televisió
- 2004: Premiers secours (sèrie de televisió), épisode Un enfant en péril de Didier Delaître: Erwan Meyer
- 2007: Le Réveillon des bonnes (minisèrie) de Michel Hassan: Joseph Dubreuil
- 2007: Greco (sèrie de televisió), episodi Petite Julie de Philippe Setbon: Gu Secondat, nen